# Мостин Дейвис
Мостин Люелън Дейвис (на английски: Mostyn Llewellyn Davies) е британски офицер, майор. Офицер за свръзка между Британската армия и т. нар. Народоосвободителна въстаническа армия (НОВА) в България по време на Втората световна война..

## Биография
Мостин Дейвис е роден на 26 юни 1910 г. в Лондон. Учи в „Charterhous“ и „Magdalen College“ (Оксфорд). Работи като експерт-счетоводител в „Trinity House“.
При началото на Втората световна война постъпва като доброволец в Британската армия. Служи в УСО. Участва в мисии в Западна Африка, САЩ и Южна Америка. Жени се на 6 август 1942 г. в Лагос, Нигерия. През лятото на 1943 г. е изпратен в мисията на УСО в Кайро..
На 15 септември 1943 г. британска военна мисия Mulligatawny: командир майор Мостин Дейвис, сержант Ник Мървин (Монро), сержант Джон Уолкър, сержант Уот и сержант Шейн е спусната с парашути около с. Цървена вода, западно от планината Караорман в Югославия.
След дълъг преход се установява в с. Църна Трава при Вранския партизански отряд на ЮНОА, командир Живоин Николич (Бърко). Влиза в контакт с Главния щаб на НОВА чрез Владо Тричков и Делчо Симов. В началото на 1944 г. към мисията се присъединява и майор Франк Томпсън. Осъществява подробно изучаване структурата и състава на НОВА, ОФ и Българската армия. Координира доставките на британско оръжие за българските партизански подразделения.
На 23 март 1944 г. в състава на Косовската партизанска бригада е убит в сражение с български армейски подразделения при с. Ново село, Сурдулишко в района на Чемерник планина.